# Rockabilly Mafia
Die Rockabilly Mafia ist eine deutsche Rockabilly-Band, die 1985 in Elmshorn, Schleswig-Holstein, gegründet wurde.

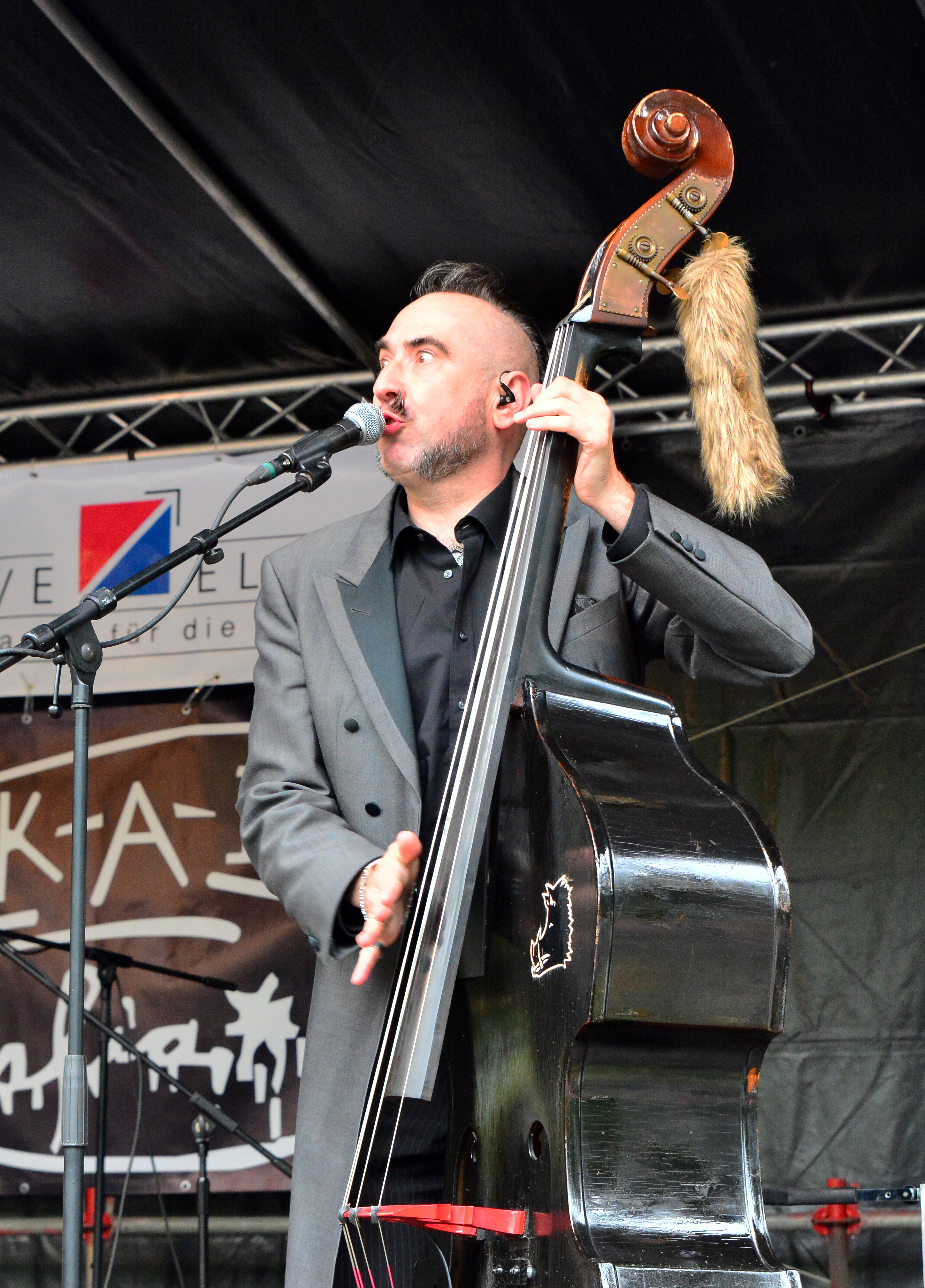
Ted Harbeck

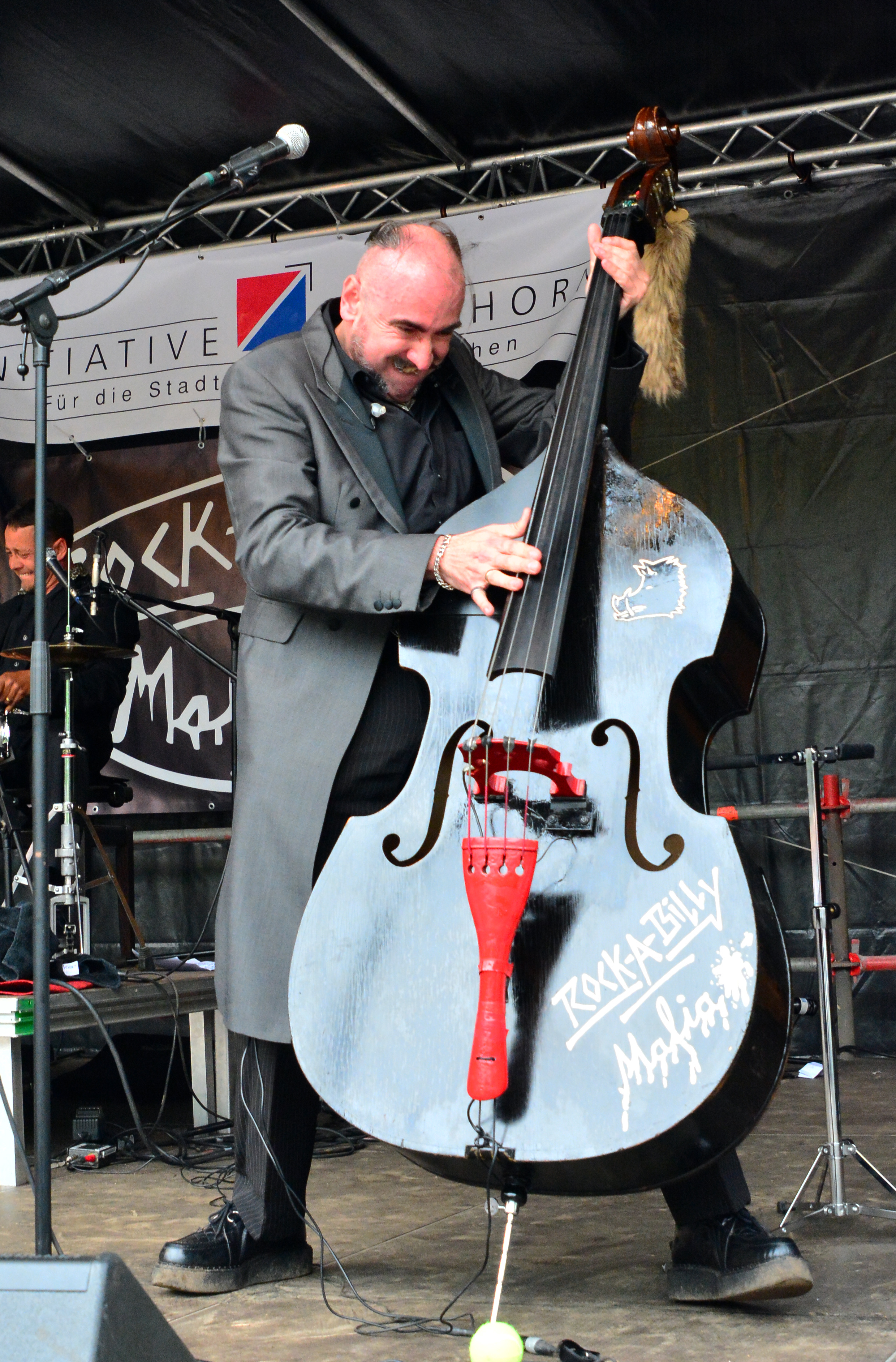
Ted Harbeck beim Jazz 'n Roses Festival 2015

## Stil
Die Rockabilly Mafia gilt neben den Panhandle Alks als Mitbegründer des deutschsprachigen Rockabillys. Sie singen Lieder mit englischen und deutschen Texten und weichen sowohl musikalisch wie auch textlich stetig von der breiten Masse ab. So gibt es beispielsweise Lieder über Unfallopfer oder Kindesmissbrauch genauso wie über die chronische Geldknappheit bei der Kneipentour. Im Gegensatz zu den meisten anderen Bands kann die Mafia für sich verbuchen, niemals ein Lied gecovert zu haben.

## Diskografie

### Alben
- 1988: The Streets of Elmshorn
- 1989: Woman, oh Woman
- 1990: Another Drunken Night
- 1992: Heimweh nach Elmshorn
- 1993: Jugendsünden
- 1993: Jamboree
- 1996: Das ist Rockabilly
- 1998: Sie bestellen, ...wir sind da!
- 1999: Der Weihnachtsmann ist blau
- 2002: Serious Rockin’
- 2004: Weihnachtsjamboree
- 2005: Könnt Ihr's ticken hörn?
- 2010: Let's Do It Again
- 2013: Live im Casablanca
- 2015: Row!
- 2017: Signature in Blood
- 2020: Wolf (Live)

### Singles und EPs
- 1986: Rockin’ in the Graveyard
- 1988: I Have to Leave the Graveyard
- 1988: 4 Trax of Blastin Rockabilly
- 1995: 10 Jahre Jubiläums EP
- 2020: Nightflight to Montbeliard

### Sampler
- 1989: Dies ist Hamburg (Nicht Boston)
- 1990: Der Norden haut drauf
- 1994: Pin Up Rockabillies Vol. 1
- 1996: Das Beste des deutschen Rockabillys
- 1997: Bessere Zeiten klingt gut
- 1998: Musik für junge Leute
- 2002: Crazy Love Vol. 3
- 2009: Psychomania No. 6
- 2009: Dynamite! Heft CD Nr. 13